# Paravilla epheba
Paravilla epheba är en tvåvingeart som först beskrevs av Osten Sacken 1886.  Paravilla epheba ingår i släktet Paravilla och familjen svävflugor. Inga underarter finns listade i Catalogue of Life.